# Suzuki GSR 600
Pour les articles homonymes, voir GSR.
La Suzuki 600 GSR est une moto produite par le constructeur japonais Suzuki. C'est un roadster, uniquement disponible en 600 cm3 et 750 cm3 en Europe, mais les japonais peuvent s'offrir une version 400 cm3.

## Historique
La Suzuki 600 GSR est un modèle de 2006, présentée au Mondial du deux-roues de Paris en octobre 2005. Elle est disponible en concession deux mois plus tard.
Initialement disponible en noir, bleu, rouge et gris, le rouge est remplacé par une couleur bordeaux en 2007 et le gris hérite d'un cadre noir. 
La GSR est dotée du moteur de la 600 GSX-R légèrement assagi pour atteindre la puissance de 98 chevaux. Le moteur est également  retravaillé pour offrir un meilleur couple à bas régime, afin de mieux correspondre à l'usage « roadster » ou « moto polyvalente ».
Elle est également disponible en version 34 chevaux.
La fourche télescopique, réglable en précharge, et l'amortisseur arrière sont signés Kayaba. Les étriers de freins sont fournis par Tokico.
On notera également le bras oscillant en aluminium issu des sportives, démontrant les prétentions sportives de la GSR.
La Suzuki 600 GSR est également équipée de série d'un anti-démarrage codé par transpondeur, assez rare pour l'époque.
Son bloc compteur est entièrement numérique (sauf le compte-tour analogique). Il indique au choix : deux trips partiels, un odomètre, le totaliseur kilométrique, l'heure, la jauge de carburant à 5 niveaux, la vitesse, un indicateur de rapport engagé et la température moteur.